# 3D眼鏡

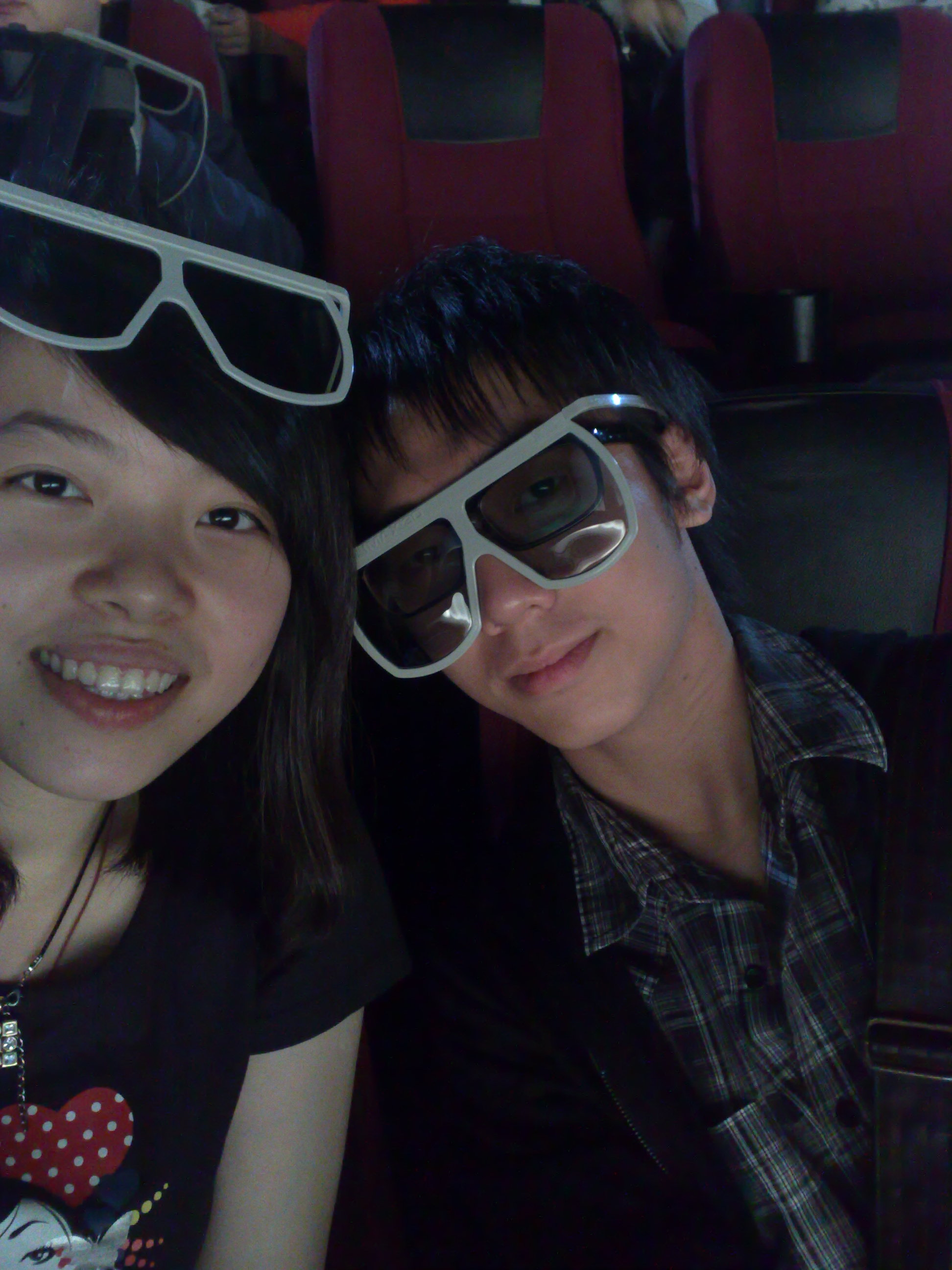
IMAX 3D眼鏡。

3D眼鏡（英語：3D glasses），也可稱為「立體眼鏡」，是一種可以用來看3D影像或圖像的特別眼鏡。一般的專業立體眼鏡也比較貴，所以有些人會自製立體眼鏡來用。

## 一般原理
3D眼鏡的一般原理分為三種，主要都是令兩隻眼睛接收不同影像，大腦會將兩邊的資料合併起來造成立體的效果。
- 出現較早的色差眼鏡，一般是一邊紅色，另一邊是藍色或綠色，另有其他顏色。
- 偏振光眼鏡利用偏振原理，兩個鏡片會過濾掉不適合的光線，令影像能夠傳送給正確的眼球。
- 液晶快門眼鏡是利用視覺暫留方式，左右鏡片利用電子控制液晶交替遮擋左右眼球。同樣，顯示原件需要梅花間竹切換左右眼影像。

### 偏振原理
观看立体电影时，观众需要戴上一副眼镜，镜片是一对透振方向互相垂直的偏振片。其原理是平时我们只有用两只眼镜看物体才能产生立体感，如果用两个镜头如人眼那样，从两个不同的方向同时摄下电影场景的像，制成正片。在放映时通过两个放映机用振动方向互相垂直的两种线偏振光重叠地放映到银幕上，人眼通过上述的偏振眼镜观看，每只眼睛只能看到相应独立的一个图像，就会像直接观看时那样产生立体的感觉。

## 種類
現時3D眼鏡主要分為兩類︰
  

### 被動式
- 色差眼鏡︰[1]
  - 紅藍色差[2]（左紅，右藍）
  - 綠紅色差（左綠，右紅）
  - 藍黃色差（左藍，右黃）
- 偏振光眼鏡[3]︰
  - 線性偏光
  - 環形偏光

### 主動式

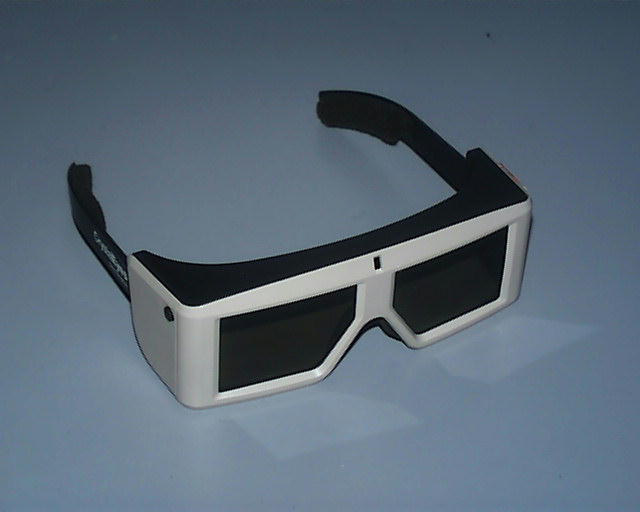
液晶快門眼鏡

- 液晶快門眼鏡[4]

## 其他資料
- 色差眼鏡和偏振光眼鏡（被動式）不需要電池則可使用，而液晶快門眼鏡（主動式）則需電池才能使用。
- 因液晶快門眼鏡內有電子迴路，造價昂贵，因此大多影院使用造價相對便宜的偏振光眼鏡。
- 長時間使用會導致眼睛疲倦，建議每隔一段時間便要讓眼睛休息。

## 歷史

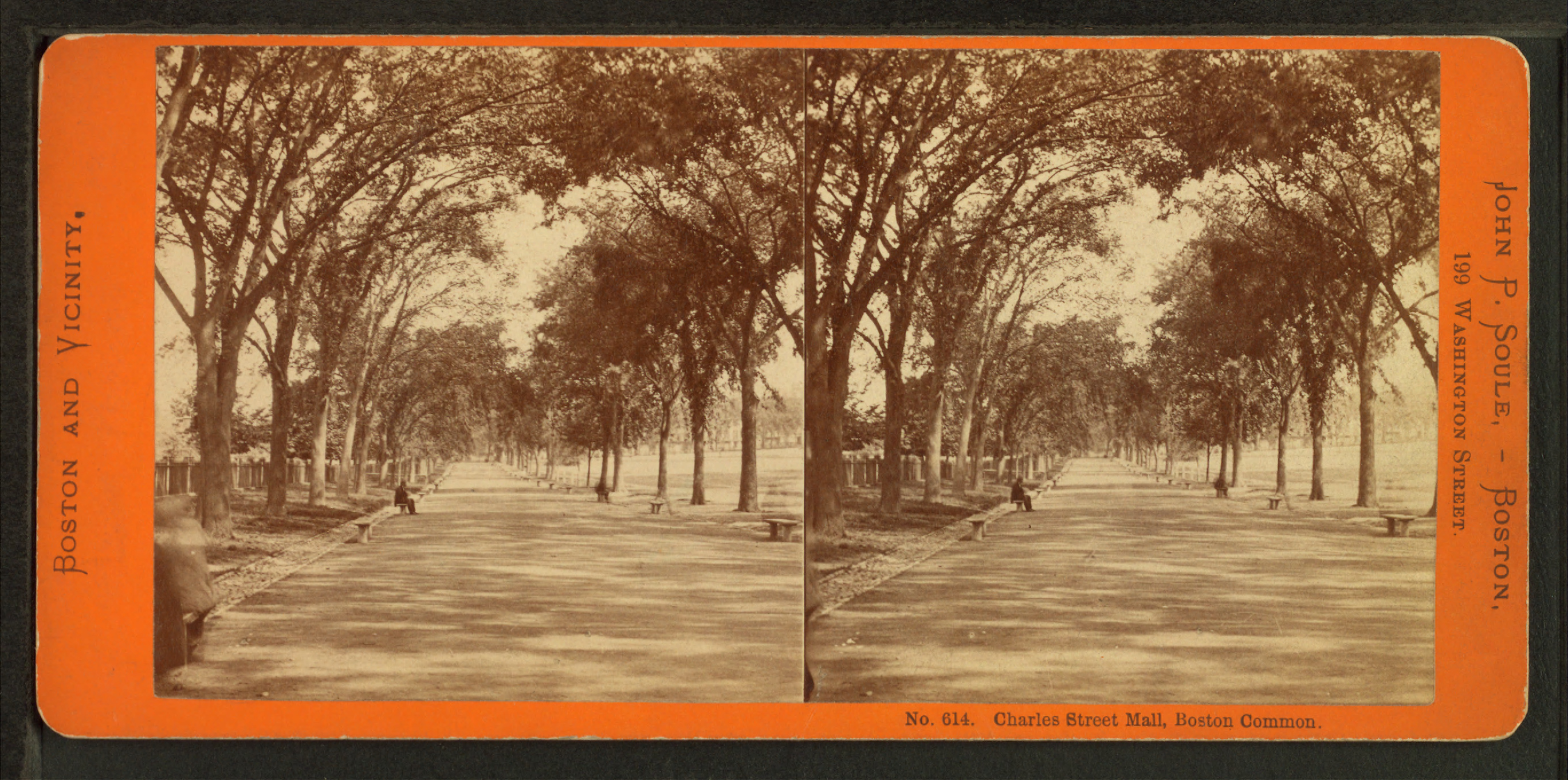
↑波士顿的風景， c. 1860年

觀看立體圖像的原理早於19世紀已經存在。

## 壞處
- 若本身已经戴上眼鏡的話，然後再戴上立體眼鏡便會比較辛苦。（現時另有眼鏡人仕專用的偏振光眼鏡）
- 若長時間戴上立體眼鏡，眼睛會比較疲累，也有人曾會產生暈眩的情形。
- 對比度減低。[來源請求]

### 色差眼鏡
- 戴上後便不能看正常圖像的色彩。[5]

### 偏振光眼鏡
- 看到的影像的光度會減少約一半。

### 液晶快門眼鏡
- 如果液晶快門的閃動頻率跟室內燈光閃爍頻率成倍數的話，則會有室內燈光閃爍現像出現。
- 比較昂貴。
- 因為快門的閃動眼睛會比較疲累。
- 較偏光眼鏡重（因為內置了電池）。
- 需要充電。

## 外部連結
- 博聞網 - 立體電腦眼鏡工作原理
- 3D No glasses by Jonathan Post（页面存档备份，存于）（號稱免3D眼鏡的方式，利用低周波電療器控制眼皮？）
- 第一三維門戶 /網絡電視（页面存档备份，存于） 在線三維視覺